# پیت گانینگ
پیت گانینگ (هلندی: Piet Gunning; ۵ ژوئیهٔ ۱۹۱۳ – ۲۳ مهٔ ۱۹۶۷) بازیکن هاکی روی چمن اهل هلند بود.